# Mina d'aigua del Masnou
La Mina d'Aigua del Masnou és un canal artificial subterrani del Masnou, Maresme. El canal recollia l'aigua subterrània i la canalitzava cap a les cases de la vila per al seu aprofitament a través de diferents pous i fonts. A la vila hi havia diverses mines d'aigua. Amb el nom de "la Mina d'Aigua del Masnou" es coneix el tram visitable de les mines d'aigua Cresta i Malet que tenen l'entrada visitable a la plaça d'Ocata.

## Història
A partir del segle xviii, amb el creixement urbanístic del municipi es comencaren a excavar les mines per captar i recollir l'aigua que es filtra pel subsol i canalitzar-la fins a les cases. Aquesta xarxa de distribució d'aigua de la població està formada per 28 mines d'aigua excavades a partir del segle xviii que recorren 27 quilòmetres pel subsòl de la població, una infraestructura que va permetre canalitzar l'aigua fins als dipòsits i safareigs de la ciutat i que va solucionar el problema de la manca d'aigua. Durant al Guerra Civil algunes mines, com la mina d'aigua visitable, també van funcionar de refugi antiaeri.
Una mina està formada per una deu d'aigua o naixement subterrani, un conjunt de galeries amb conduccions per canalitzar l'aigua i una bassa per recollir-la. L'aigua es distribueix a les diferents cases mitjançant repartidors, soterrats o en torres (dels quals es conserven bons exemples a la vila) en funció de les plomes que tenen en propietat. Finalment, l'aigua arriba als dipòsits, on s'acumula com a reserva, i als safareigs, que reben l'aigua sobrant.
El sistema de mines d'aigua va funcionar fins als anys seixanta o setanta del segle xx, moment en què se'n va fer càrrec el Servei Municipal d'Aigua. Actualment encara hi ha cases que, tot i tenir el servei municipal, utilitzen l'aigua de mina per a ús domèstic. Avui dia, hi ha tres mines que encara estan en funcionament: la de Malet, la Cresta i la Murot‐Patrana.

## Centre d'interpretació

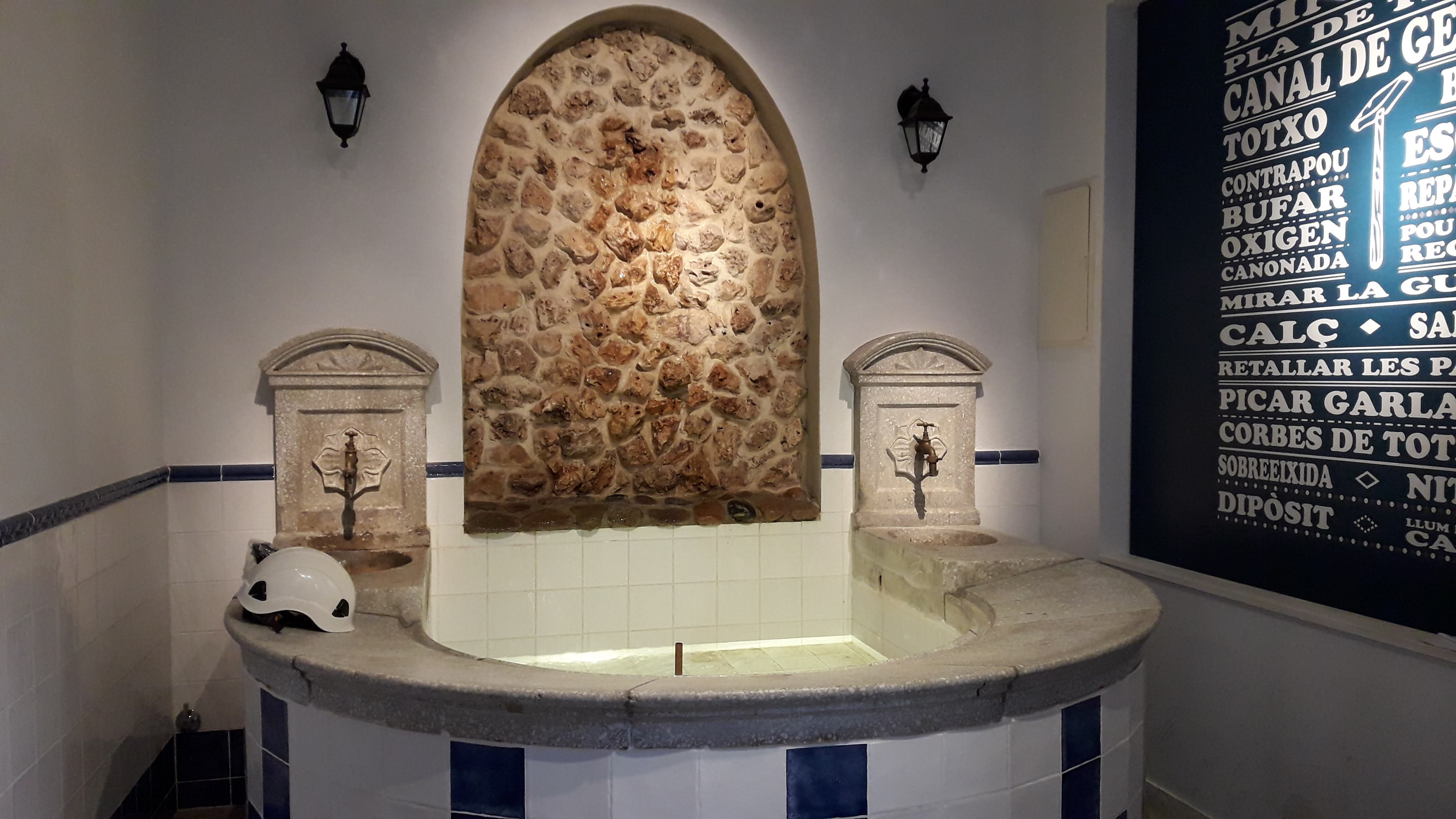
Safareig del Centre d'Interpretació

El tram de mines al qual s'accedeix durant la visita recorre una galeria subterrània de 43,50 metres que es va reforçar per facilitar-hi l'accés i garantir-hi la seguretat. L'espai es va adequar l'any 1999 gràcies a la col·laboració de l'Associació d'Amics de la Mina Malet, la Comunitat de Propietaris de la Mina Cresta i el suport de l'Ajuntament del Masnou.
L'antiga carnisseria situada a la plaça d'Ocata es va rehabilitar com a centre d'acollida de visitants i d'interpretació de la mina d'aigua. S'hi va fer una museïtzació amb una recreació d'una l'eixida o pati d'una casa de cos del municipi amb el típic safareig, reconstruït a partir de peces originals. També s'hi pot veure una col·lecció d'objectes vinculats a la construcció d'aquesta xarxa per a l'abastament d'aigua i l'audiovisual Les mines del Masnou, un patrimoni de tots i de totes. Tant de les visites a la mina com del centre d'interpretació se n'encarrega el Museu Municipal de Nàutica del Masnou.